# 约瑟普·什科里奇
约瑟普·什科里奇（1981年2月12日—），克羅地亞職業足球員，出生於克羅地亞史普利特。